# Batalla de San Quintín (1914)
La batalla de San Quintín (llamada así por los alemanes) o primera batalla de Guisa (por los franceses) se produjo el 29 y 30 de agosto de 1914 en los alrededores de las localidades francesas de Guisa y San Quintín (Aisne, Francia) entre los ejércitos franceses y alemanes en los inicios de la Primera Guerra Mundial. Forma parte de la serie de enfrentamientos que siguieron a lo que se conoce como «la gran retirada» aliada que siguió a las derrotas de Charleroi y Mons, en la frontera belga. Las batalla de Guisa fue una batalla de contención para ralentizar la persecución de los alemanes, que amenazaba con desorganizar a los ejércitos franceses y su aliado británico. Aunque fue una victoria táctica alemana, al igual que la de Le Cateau del 26 de agosto, cumplió el objetivo de parar el empuje alemán y permitir la reorganización francesa y posterior victoria en el Marne.